# Mustafa Ali
Adeel Alam (Bolingbrook, Illinois, 28 de marzo de 1986) es un luchador profesional estadounidense. Actualmente está firmando con Total Nonstop Action Wrestling (TNA) y en el circuito independiente. Es conocido por haber trabajado para la empresa WWE, donde se presentó bajo el nombre de Mustafa Ali. 
Inicialmente, compitió para la marca 205 Live, antes de unirse a SmackDown en diciembre de 2018. Antes de unirse a WWE, luchó en el circuito independiente estadounidense desde 2003 hasta 2016. De 2020 a 2021, fue líder del stable RETRIBUTION.

## Primeros años
Mustafa Ali nació en Bolingbrook, Illinois, el 28 de marzo de 1986, hijo de un padre paquistaní de Karachi y una madre india de Nueva Delhi. Fue criado en Chicago, Illinois. Tiene dos hermanos mayores. Alam quería ser un luchador desde su juventud, idolatrando primero a Bret Hart y luego a Eddie Guerrero, Rey Mysterio, The Hardy Boyz, Chris Jericho y Hayabusa.

## Carrera

### Circuito independiente (2003-2016)
Alam trabajó en varias promociones, incluyendo Dreamwave Wrestling, donde fue Campeón Alternativo de Dreamwave y campeón Peso Pesado de Dreamwave. También apareció en otras promociones, como All American Wrestling, Freelance Wrestling, GALLI Lucha Libre, IWA Mid-South, Jersey All Pro Wrestling, National Wrestling Alliance, Proving Ground Pro y WrestleCircus. Durante sus primeros seis años como luchador profesional, usó una máscara para no enfrentar la discriminación. Lo hizo todo durante el día mientras trabajaba en turnos de noche como oficial de policía.

### WWE

#### Cruiserweight Classic (2016)
El 25 de junio de 2016, después de que el luchador brasileño Zumbi no pudo participar en el Cruiserweight Classic debido a problemas de visa, la WWE anunció que Mustafa Ali lo reemplazaría. El 20 de julio, Ali fue eliminado del torneo por Lince Dorado en la primera ronda. Ali apareció en el episodio del 26 de octubre de NXT, donde él y Dorado ingresaron al Dusty Rhodes Tag Team Classic, pero fueron eliminados por Kota Ibushi & TJ Perkins en la primera ronda.

#### 2016-2018
En el episodio del 13 de diciembre de 2016 de 205 Live, Ali hizo su debut en la división de peso crucero, luchando contra Lince Dorado en una lucha que terminó en doble cuenta fuera. El 23 de enero de 2017, Ali hizo su debut en la marca Raw, haciendo equipo con TJ Perkins & Jack Gallagher, derrotando a Drew Gulak, Tony Nese & Ariya Daivari. Ali comenzó un feudo con Drew Gulak, cuando Gulak comenzó una campaña llamada "zona de exclusión aérea" en 205 Live. El feudo culminó en un 2-out-of-3 Falls match el 18 de julio, el cual Ali ganó.

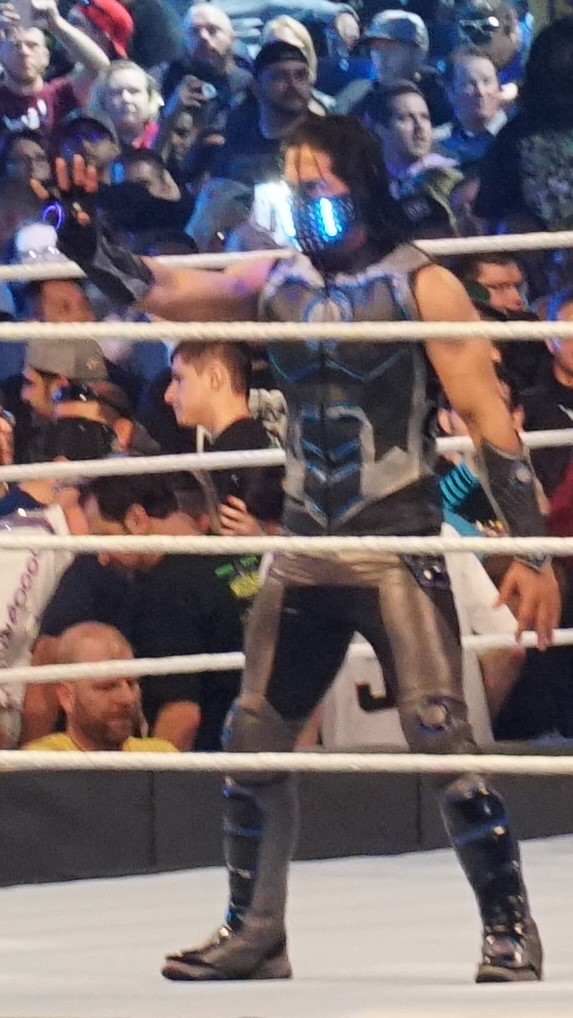
Ali en WrestleMania 34 en abril de 2018.

En febrero de 2018, Ali participó en un torneo por el vacante Campeonato Peso Crucero de WWE; derrotó a Gentleman Jack Gallagher en la primera ronda, a Buddy Murphy en los cuartos de final y a Drew Gulak en las semifinales para avanzar a la final el 8 de abril en el kick-off de WrestleMania 34, donde perdió ante Cedric Alexander. En junio, Ali comenzó una rivalidad con Hideo Itami, quien interfirió en una lucha de Ali contra Buddy Murphy. Esto condujo a un Triple Threat match entre ellos en el episodio del 19 de junio de 205 Live, el cual Itami ganó luego de cubrir a Ali. En el episodio del 3 de julio de 205 Live, Ali derrotó a Murphy en un No Disqualification match. En el episodio del 7 de agosto de 205 Live, Ali perdió una lucha contra Itami y luego se derrumbó en el ring, lo que lo dejó fuera de acción por un corto tiempo. Ali regresó después de un mes en el episodio del 26 de septiembre de 205 Live, donde luchó contra Itami en una lucha que terminó en doble cuenta fuera antes de derrotarlo en un Falls Count Anywhere match en el episodio del 24 de octubre de 205 Live para acabar con el feudo. La semana siguiente, Ali derrotó a Tony Nese para convertirse en el contendiente número uno al Campeonato Peso Crucero de WWE, pero fue derrotado por el campeón Buddy Murphy en Survivor Series.
Durante su tiempo en 205 Live, Ali llamó la atención del presidente de la WWE, Vince McMahon, quien decidió ponerlo en la marca SmackDown. Según el exescritor de la WWE, Kazeem Famuyide, el entonces Campeón de WWE, Daniel Bryan, estaba presionando tras bastidores para que apareciera en la televisión un "babyface joven y sexy", argumentando que todos los babyfaces que tenían eran de 40 años; esto llevó a la gerencia a elegir a Ali para ese push. Ali hizo su primera aparición en el episodio del 11 de diciembre de 2018 de SmackDown, confrontando al Campeón de WWE Daniel Bryan. Más tarde esa noche, Ali se enfrentó a Bryan, pero fue derrotado. La semana siguiente en SmackDown, Ali fue confirmado como miembro del elenco de SmackDown a tiempo completo y se unió a AJ Styles para derrotar a Daniel Bryan y Andrade "Cien" Almas en una lucha por equipos después de que Ali cubrió a Bryan. La semana siguiente en SmackDown, Ali derrotó a Almas.

#### 2019
En el episodio del 1 de enero de 2019 de SmackDown, Ali compitió en un Fatal 5-Way match para determinar al contendiente número uno al Campeonato de WWE de Bryan, pero fue derrotado por Styles. El 15 de enero en SmackDown, Ali fue atacado brutalmente por Samoa Joe antes de su lucha, por lo que el combate nunca comenzó. Debido a eso, se enfrentaron la semana siguiente en SmackDown, pero Ali fue derrotado por rendición. En Royal Rumble, Ali compitió en el Royal Rumble match, duró 30 minutos en el combate y eliminó a Shinsuke Nakamura y Samoa Joe antes de ser eliminado por Nia Jax.
Ali tenía planeado competir en un Elimination Chamber match por el Campeonato de WWE en Elimination Chamber, lo que habría sido su primer combate por un título mundial; sin embargo, fue retirado del combate debido a una lesión legítima sufrida durante una lucha contra Randy Orton, y fue reemplazado por Kofi Kingston. Ali regresó a la competencia en el ring en un evento en vivo de la WWE el 2 de marzo de 2019. Ali fue añadido de último momento al combate por el Campeonato de WWE en Fastlane contra Bryan y Kevin Owens, pero fue derrotado por Bryan. El 25 de marzo de 2019, el nombre en el ring de Mustafa Ali fue acortado a Ali. En el episodio del 2 de abril de SmackDown, Ali fue derrotado por el Campeón de Estados Unidos Samoa Joe en una lucha no titular. El 7 de abril en el kick-off de WrestleMania 35, Ali participó en el André the Giant Memorial Battle Royal, pero no logró ganar el combate.
En el episodio del 16 de abril de SmackDown, Ali se enfrentó al Campeón Intercontinental Finn Bálor en una lucha no titular, pero fue derrotado. En el episodio del 30 de abril de SmackDown, se anunció que Ali participaría en el Money in the Bank Ladder match en Money in the Bank. Esa misma noche, Ali se unió a Bálor para derrotar a Randy Orton & Andrade en una lucha por equipos. La semana siguiente en SmackDown, Ali venció a Andrade por descalificación después de una intervención de Randy Orton, quien le aplicó un RKO a cada uno. En Money in the Bank, Ali no logró ganar el contrato de Money in the Bank, luego de ser sacado del ring cuando estaba en la cima de una escalera por Brock Lesnar (quien fue añadido al combate de último momento como reemplazo de Sami Zayn), quien finalmente ganó el combate. El 7 de junio en el evento Super Show-Down, desde Jeddah, Arabia Saudita, Ali participó en un 51-man Battle Royal, pero no logró ganar el combate luego de haber sido eliminado por Cesaro. El 27 de julio en Smackville, Ali fue derrotado por Shinsuke Nakamura en una lucha por el Campeonato Intercontinental. Sin embargo, en el episodio del 30 de julio de SmackDown, Ali derrotó a Nakamura en una lucha no titular. La semana siguiente en SmackDown, Ali fue derrotado por Dolph Ziggler en una lucha donde Ali reemplazó a un Rey Mysterio lastimado debido a un ataque recibido antes del combate por el propio Ziggler. Luego de eso, Ali participó en el torneo King of the Ring, derrotando a Buddy Murphy en la primera ronda el 26 de agosto en SmackDown. Después del combate, los dos hombres se dieron la mano en señal de respeto. La semana siguiente en SmackDown, Ali fue derrotado por Elias en los cuartos de final del torneo, por lo que fue eliminado. En el episodio del 17 de septiembre de SmackDown, se suponía que Ali se enfrentaría a Shinsuke Nakamura en una lucha no titular, pero el combate nunca comenzó debido a un ataque de Nakamura y su vocero Sami Zayn previo al combate. La lucha tuvo lugar la siguiente semana en SmackDown, donde Ali perdió ante Nakamura debido a una interferencia de Zayn. El 6 de octubre en Hell in a Cell, Ali fue derrotado por Randy Orton en una lucha individual.

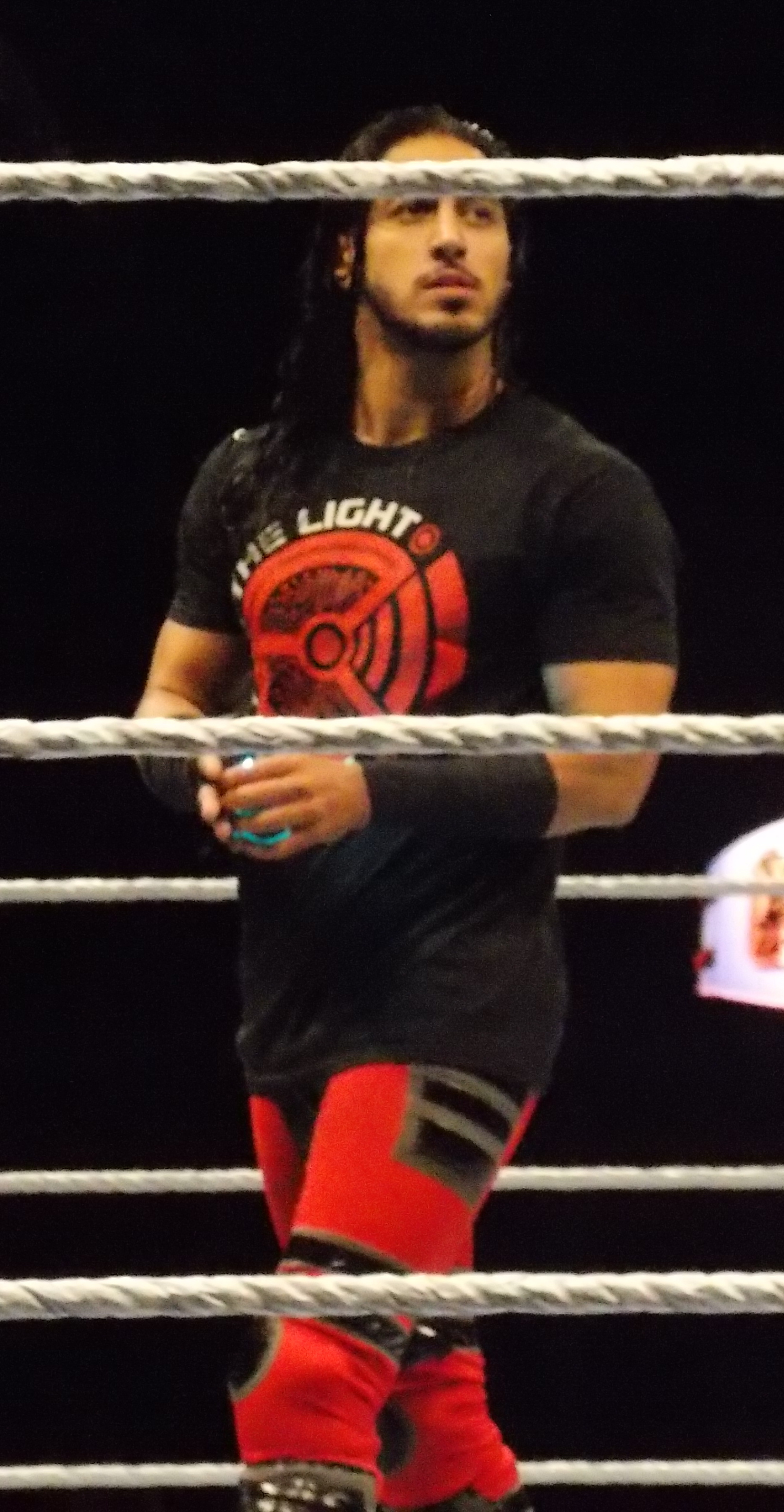
Ali en agosto de 2019.

En el episodio del 14 de octubre de Raw, Ali fue derrotado por Andrade en una lucha individual. Más tarde, debido al Draft, se anunció que Ali permanecería en la marca SmackDown. En el episodio del 18 de octubre de SmackDown, Ali fue anunciado como integrante del Team Hogan, el cual se enfrentaría al Team Flair en un 5-on-5 Tag Team match el 31 de octubre en Crown Jewel. En el episodio del 25 de octubre de SmackDown, Ali, Roman Reigns & Shorty G (del Team Hogan) derrotaron a Nakamura, Cesaro & King Corbin (del Team Flair a excepción de Cesaro). En Crown Jewel, el Team Hogan derrotó al Team Flair. En el episodio del 8 de noviembre de SmackDown, Ali & Shorty G fueron derrotados por Nakamura & Cesaro en una lucha por equipos. En la edición del 12 de noviembre de WWE Backstage, Ali fue anunciado como uno de los integrantes del Team SmackDown, el cual se enfrentaría al Team Raw y al Team NXT en un Traditional Survivor Series Elimination Men's match en Survivor Series. El 13 de noviembre, el nombre de Ali fue revertido a Mustafa Ali. En el episodio del 15 de noviembre de SmackDown, Ali & Shorty G derrotaron a Dolph Ziggler & Robert Roode. En el evento, Ali fue eliminado por Seth Rollins. Sin embargo, el Team SmackDown ganó el combate.

#### 2020-2023
Después de una pausa de siete meses de la televisión, Ali regresó en el episodio del 20 de julio de 2020 de Raw , haciendo equipo con Cedric Alexander y Ricochet para derrotar a MVP, Bobby Lashley y Shelton Benjamin .pasando así a la marca Raw . Después de pasar a la marca Raw, Ali más tarde comenzó a competir en el evento Principal de la WWE , intercambiando victorias en combates sobre rivales como Ricochet y Akira Tozawa. En el episodio del 28 de septiembre de Raw , Ali volvería a la acción del ring formando equipo con Ricochet y Apollo Crews y luego derrotarían a The Hurt Business.después de que Ali usó el 450 splash para cubrir a MVP.
En el episodio del 5 de octubre de Raw, Ali fue revelado como el líder del stable RETRIBUTION después de que les ordenó atacar a The Hurt Business durante su combate con MVP, cambiando así a heel por primera vez en su carrera.
En el Raw del 1ro de marzo, después de que Riddle & Lucha House Party(Gran Metalik & Lince Dorado) derrotaran a RETRIBUTION(MACE, SLAPJACK & T-BAR), retó a Riddle a un combate en ese mismo instante, a lo cual Riddle aceptó, derrotándolo en un combate no titular, debido a la interferencia de RETRIBUTION(MACE, RECKONING, SLAPJACK & T-BAR), y en el Raw del 15 de marzo, se enfrentó a Riddle por el Campeonato de los Estados Unidos de la WWE, sin embargo perdió. En el Kick-Off de Fastlane, se enfrentó a Riddle por el Campeonato de los Estados Unidos de la WWE, sin embargo perdió, después del combate, fue abandonado por RECKONING & SLAPJACK, acto seguido fue atacado por MACE & T-BAR. En el SmackDown! WrestleMania Edition, participó en el André the Giant Memorial Battle Royal, eliminando a MACE y a T-BAR, sin embargo fue eliminado por Ricochet. En el Raw del 28 de junio, participó en un Over The Tope Rope Battle Royal para reemplazar a Randy Orton en el Last Chance Triple Threat Match clasificatorio al Men's Money In The Bank Ladder Match en Money In The Bank, eliminando a Angel Garza y a Mansoor, sin embargo fue eliminado por Humberto Carrillo.
El 16 de enero de 2022 por falta de apoyo por parte de la empresa y por falta de proyectos, pidió la liberación de su contrato a través de su cuenta de Twitter. pero no le fue concedido en el Raw del 25 de abril del 2022 regresó   a confrontar  theory por el campeonato  de Estados Unidos en el Raw  de 2 de mayo tuvo  una lucha en desventaja contra the miz  y Theory  perdiendo la lucha  Siendo atacado por Ciampa En el Raw del 9 de mayo  tuvo una lucha   contra Ciampa  con The Miz como árbitro  especial  perdiendo  el combate en el RAW  del 16 de mayo tuvo una lucha  contra Veer Mahan  perdiendo la lucha  Siendo  atacado  por Veer Mahan  para luego  intervinieron  los Mysterios. En el Raw de 30 de mayo, derrotó a Tommaso Ciampa por descalificación debido a que fue atacado por Theory, ganando una oportunidad al Campeonato de los Estados Unidos de la WWE, sin embargo, Theory anunció que la lucha titular sería de inmediato, esa misma noche, se enfrentó a Theory por el Campeonato de los Estados Unidos de WWE, sin embargo perdió. En Hell In A Cell, se enfrentó a Theory por el Campeonato de los Estados Unidos de WWE, sin embargo perdió.
En el SmackDown WrestleMania Edition, participó en el André the Giant Memorial Battle Royal, sin embargo fue eliminado por LA Knight.
En el episodio de Raw del 15 de mayo, participó en el 20-Man Battle Royal por una oportunidad al Campeonato Mundial Intercontinental de GUNTHER en Night Of Champions, donde ganó al eliminar a Bronson Reed & Ricochet. En Night Of Champions, se enfrentó a GUNTHER por el Campeonato Mundial Intercontinental de WWE, sin embargo perdió. El 21 de septiembre de 2023, Ali fue liberado de su contrato por WWE.

### Regreso al circuito independiente (2023-presente)
El 21 de diciembre de 2023, Ali anunció que aceptaría reservas independientes. Game Changer Wrestling (GCW) anunció que haría su debut para la promoción en No Compadre el 12 de enero de 2024, derrotando a Gringo Loco. PROGRESS Wrestling anunció que haría su debut en la lucha libre independiente del Reino Unido en el Capítulo 162: Light of The Dragon el 28 de enero de 2024, para enfrentarse al nuevo fichaje de TNA, Leon Slater.

### New Japan Pro Wrestling (2024)
En Battle in the Valley, Ali hizo su debut en New Japan Pro-Wrestling (NJPW) en una viñeta pregrabada, desafiando a Hiromu Takahashi a un combate en Windy City Riot.

### Total Nonstop Action Wrestling (2024-presente)
¡En la edición del 25 de enero de TNA Impact!, Ali hizo su primera aparición en TNA en una viñeta pregrabada, donde anunció que se uniría a la promoción. Se espera que haga su debut el 23 de febrero en No Surrender. Capturaría el Campeonato de la División X de TNA en No Surrender. Esto marcó el primer campeonato de Ali en una empresa importante (siendo también el primero en la historia de TNA en ganar el título en su combate debut). Retuvo el título contra Jake Something, Ace Austin y Trent Seven en los PPV de TNA. En Slammiversary, perdió el título ante Mike Bailey. En el episodio del 1 de agosto de Impact!, Ali desafió sin éxito a Nic Nemeth por el Campeonato Mundial de TNA. Este sería la última lucha de Ali con la promoción ya que el mismo día, Ali anunció que dejaría TNA.
En el episodio del 23 de enero de 2025 de Impact!, Ali regresó a TNA, donde interrumpió a Mike Santana y anunció que había firmado un contrato con la promoción.

## Estilo y personalidad como luchador
Ali usa un estilo de lucha de alto vuelo. La maniobra final de Ali es un imploding 450° splash llamado 054. Después de su debut, Ali utilizó personajes diferentes de los estereotipos musulmanes. Durante su feudo con Cedric Alexander por el Campeonato Peso Crucero de WWE, a Ali se le llamó comúnmente "El corazón de 205 Live".

## Otros medios
Alam hizo su debut en los videojuegos como un personaje jugable en WWE 2K19. Fue objeto de un documental de 2009 que se centra en los problemas que enfrentan los luchadores musulmanes cuando se les clasifica como personajes heel y se los estereotipa como terroristas.

## Vida personal
Alam es un musulmán. Conoció a su esposa en 2010. La pareja se casó en enero de 2011 y tiene una hija y un hijo, el 21 de junio del 2021, anuncio en sus redes sociales, que esta esperando un hijo, que será el segundo en la familia, el 25 de noviembre de 2021, él y su esposa dieron la bienvenida a su segunda hija, Dua, que es el tercero en la familia.
Alam fue criticado por no exhibir una bandera pakistaní y representar al país por sus fanáticos paquistaníes en enero de 2017. Dijo: "No me importa la nacionalidad. Me importa la unidad. No pretendo ofender a nadie. Esto es solo al decir que siento que la nacionalidad no nos define como personas, nos separa".
Alam pasó cuatro años como oficial de policía en Homewood, Illinois, un suburbio al sur de Chicago, para mantener a su familia antes de firmar con la WWE.

## Campeonatos y logros
- DREAMWAVE
  - DREAMWAVE Alternative Championship (2 veces)[110]
  - DREAMWAVE Heavyweight Championship (1 vez)[111]

- Freelance Wrestling/FW
  - FW Championship (1 vez)[112]

- Jersey All Pro Wrestling/JAPW
  - JAPW Light Heavyweight Campeonato (1 vez)

- Proving Ground Pro/PGP
  - PGP Franchise Championship (1 vez)[113]

- Total Nonstop Action Wrestling/TNA
  - TNA X Division Championship (1 vez)
  - TNA Year End Awards (1 vez)
    - X Division Star of the Year (2024)

- Pro Wrestling Illustrated
  - Clasificado en el puesto n.º 312 en los PWI 500 de 2009[114]
  - Clasificado en el puesto n.º 237 en los PWI 500 de 2017[115]
  - Clasificado en el puesto n.º 112 en los PWI 500 de 2018[116]
  - Clasificado en el puesto n.º 55 en los PWI 500 de 2019[117]
  - Clasificado en el puesto n.º 251 en los PWI 500 de 2020[118]
  - Clasificado en el puesto n.º 128 en los PWI 500 de 2021[119]
  - Clasificado en el puesto n.º 108 en los PWI 500 de 2023[120]
  - Clasificado en el puesto n.º 19 en los PWI 500 de 2024[121]

- WrestleCrap
  - Gooker Award (2020) – RETRIBUTION[122]